# 2012年4月10日深圳停电事件
2012年4月10日深圳停电事件是中华人民共和国广东省深圳市所发生的一次大面积停电事件。

## 经过
2012年4月10日20时30分左右，停电时间持续约2小时，因为中国南方电网辖下深圳变电站设备故障，致深圳市罗湖区、福田区和龙岗区等地大面积停电。其中，罗湖区受影响区域为翠竹、黄贝岭、东门等片区；福田区受影响区域为华强北、华富、福保等片区；龙岗区受影响为横岗、平湖、布吉等片区。
事件导致19趟和谐号广深动车组列车出现晚点，路面红绿灯熄灭，交通出现瘫痪。深圳市交警局启动应急预案，调动大批警力疏导交通，但深圳地铁未受停电影响。据南方都市报报导，在停电期间，深圳市119热线共接获496个报警电话，消防部门进行了56宗救援行动，大部分是乘客被困电梯而须救援。深圳市公安局表示，停电期间治安情况平稳，并未接到因停电而引发的重大治安警情。深圳供电局于22时31分发布消息，表示深圳全市已全部恢复供电，但广州日报指罗湖区港莲村至23时35分才恢复供电。